# Ōme

Ōme (青梅市 Ōme-shi?) este un municipiu din Japonia, zona metropolitană Tokyo.